# سام والتون
سام والتون (به انگلیسی: Sam Walton) با نام کامل؛ ساموئل مور والتون (زاده ۲۹ مارس ۱۹۱۸ - درگذشته ۵ آوریل ۱۹۹۲) تاجر و کارآفرین آمریکایی بود، که در شهر کینگفیشر، اکلاهما زاده شد. وی مؤسس یکی از ۳ شرکت بزرگ جهان بنام وال‌مارت می‌باشد.
والتون تا ۵ سالگی در مزرعه پدرش کار می‌کرد. پس از آن به دلیل مشکلات اقتصادی مزرعه پدری را رها کرد و به همراه سایر اعضای خانواده برای تجارت رهسپار مناطق مختلف جهان شد.
در سال ۱۹۵۰ والتون فروشگاه جدیدی در بنتون‌ویل، آرکانزاس تأسیس کرد و نام آن را "والتونز ۵&۱۰" گذاشت. وی در این فروشگاه از یک استراتژی جدید و ساده استفاده کرد، به اینصورت که میزان تخفیف را بالا برد که نتیجه آن افزایش حجم فروش از طریق حفظ و نگهداری مشتریان بود.
در تاریخ ۲ ژوئیه ۱۹۶۲ والتون پس از ایجاد و اداره موفق ۱۱ فروشگاه، اولین فروشگاه زنجیره‌ای با نام تجاری «وال‌مارت» را به صورتی ساده و سنتی در آرکانزاس افتتاح کرد.
در ماه فوریه ۱۹۸۸ والتون از جایگاه خود به‌عنوان مدیر عامل اجرایی پایین آمد و «دیوید گلاس» را به این سمت منصوب کرد. وی همچنان به‌عنوان رئیس هیئت مدیره والمارت باقی‌ماند.
سام والتون در تاریخ ۵ آوریل ۱۹۹۲ در لیتل راک، آرکانزاس درگذشت. پس از وی خانواده والتون کسب‌وکار خانوادگی را ادامه و آن را توسعه دادند.

## دوران کودکی و جوانی
شرکت خرده‌فروشی وال‌مارت در سال ۱۹۶۲ رسمأ فعالیت تجاری خود را آغاز نمود، ولی در عمل سال‌ها قبل از ثبت این شرکت، سازمان آن توسط سام والتون و باد والتون، راه‌اندازی شده‌بود.

## پیش از وال‌مارت
نقطه شروع فعالیت‌های والمارت را می‌توان از تاریخ ۳ ژوئن ۱۹۴۰ که سام والتون در یکی از شعبه‌های فروشگاه جی‌سی‌پنی در دس موینز، آیووا مشغول به کار شد، دانست. والتون به‌مدت ۱۸ ماه در آنجا کار کرد.
در سال ۱۹۴۵ والتون با «برادران باتلر» که مالک فروشگاه‌های زنجیره‌ای با نام «بن فرانکلین» بودند، آشنا شد و به پیشنهاد آنها یک شعبه از فروشگاه بن فرانکلین را در شهر نیوپورت، آرکانزاس راه‌اندازی نمود.
در طول سال‌های بعدی والتون بسیار موفق عمل کرد بطوری‌که توانست سرمایه خود را چندین برابر نماید. اما صاحب فروشگاه قرارداد اجاره را تمدید نکرد و والتون مجبور شد مکان کار خود را تغییر دهد.
در سال ۱۹۵۰ والتون فروشگاه جدیدی در بنتون‌ویل، آرکانزاس تأسیس کرد و نام آن را "والتونز ۵&۱۰" گذاشت. وی در این فروشگاه از یک استراتژی جدید و ساده استفاده کرد، به اینصورت که میزان تخفیف را بالا برد، که نتیجه آن افزایش حجم فروش از طریق حفظ و نگهداری مشتریان بود.

## تأسیس وال‌مارت
در تاریخ ۲ ژوئیه ۱۹۶۲ والتون پس از ایجاد و اداره موفق ۱۱ فروشگاه، اولین فروشگاه زنجیره‌ای خود بنام "وال‌مارت" را در آرکانزاس افتتاح کرد.
در طول ۵ سال بعدی، این شرکت ۲۴ فروشگاه را در ایالت آرکانزاس توسعه داد و فروش آن به مرز ۱۲٫۶ $ میلیون دلار رسید. در سال ۱۹۶۸ والمارت اولین فروشگاه‌های خارج از آرکانزاس را در سیکستون، میزوری و کلارمور، اکلاهما افتتاح کرد.

## توسعه وال‌مارت
در سال‌های پایانی دهه ۱۹۶۰ و ابتدای دهه ۱۹۷۰ میلادی، والمارت به سرعت توسعه یافت و دامنه فعالیت فروشگاه‌های زنجیره‌ای آن به شهرهای کوچک نیز راه یافت، به طوری که تا سال ۱۹۷۰ تعداد شعبه‌های آن به ۳۸ فروشگاه و تعداد کارکنان آن به ۱٫۵۰۰ نفر رسید و فروش آن، بیش از ۴۴ میلیون دلار بود.
این شرکت در تاریخ ۱ اکتبر ۱۹۷۰ وارد بازار بورس نیویورک شد. در ماه مه ۱۹۷۱ اولین سهام شرکت با قیمت بازار ۴۷ دلار عرضه گردید. در این زمان مراکز خرید وال‌مارت در ۵ ایالت آرکانزاس، کانزاس، لوئیزیانا، میزوری و اوکلاهما فعالیت می‌کرد و در سال ۱۹۷۳ ایالت تنسی در ۱۹۷۴ ایالت کنتاکی و می‌سی‌سی‌پی نیز به آن‌ها ضمیمه شدند. در سال ۱۹۷۵ شرکت به بازار تگزاس وارد شد و در این زمان شرکت؛ ۱۲۵ فروشگاه و ۷۵۰۰ کارمند داشت.
در طول دهه ۱۹۸۰ زنجیره به شدت رشد کرد، به‌طوری‌که در سال ۱۹۸۷ تعداد فروشگاه‌ها ۱۱۹۸ فروشگاه و فروش آن به ۱۵٫۹ میلیارد دلار رسید و تعداد کارکنان آن نیز در حدود ۲۰۰ هزار نفر بود.
همچنین در این سال با سرمایه‌گذاری ۲۴ میلیون دلاری شبکه ماهواره‌ای شرکت تکمیل گردید و تمام واحدهای عملیاتی از طریق مکالمه دوطرفه و ارتباطات ویدئویی یکطرفه به یکدیگر متصل شدند که در آن زمان بزرگترین شبکه ماهواره‌ای خصوصی محسوب می‌شد و به شرکت مرکزی اجازه داد، پیگیری موجودی‌ها، فروش و ارسال پیام‌های فوری به فروشگاه‌ها را انجام دهد.
در سال ۱۹۸۷ در سالگرد بیست و پنج سالگی شرکت، تعداد فروشگاه‌ها به ۱۱۹۸، میزان فروش به ۱۵٫۹ میلیارد دلار و تعداد کارکنان به ۲۰۰ هزار نفر افزایش یافت.
پیشرفت تکنولوژیکی ادامه داشت و در سال ۱۹۸۸ تقریبأ ۹۰ درصد فروشگاه‌ها به بارکد خوان مجهز شدند. در ماه فوریه ۱۹۸۸ سام والتون از جایگاه خود به‌عنوان مدیرعامل پایین آمد و «دیوید گلاس» را به این سمت منصوب کرد. والتون به‌عنوان رئیس هیئت مدیره باقی‌ماند و شرکت، پست‌های مدیریت ارشد خود را به موقعیت‌هایی با مسئولیت بیشتر ارتقا داد.
در سال ۱۹۸۸ اولین سوپرسنتر وال‌مارت در واشنگتن افتتاح شد. ویژگی‌های سوپرسنتر به این صورت بود، که در یک فروشگاه با تخفیف استاندارد وال‌مارت علاوه بر فروشگاه لاستیک و تعویض روغن، مرکز چشم پزشکی، استودیو عکاسی و تعدادی غرفه، که شامل: بانک، فروش گوشی‌های تلفن همراه، سالن آرایش، اجاره فیلم و رستوران فست‌فود وجود داشت.
در سال ۱۹۸۹ وال‌مارت در ۲۶ ایالت فعالیت داشت. همچنین «مرکز بازدیدکنندگان وال‌مارت» در کنار فروشگاه اصلی سام والتون افتتاح شد. در ۱۹۹۱ وال‌مارت با افتتاح اولین شعبه خود در مکزیکوسیتی به بازارهای بین‌المللی وارد شد. در سال ۱۹۹۵ شعبه‌های این فروشگاه در آرژانتین و برزیل نیز راه‌اندازی شد. سپس در ۱۹۹۹ وال‌مارت وارد اروپا هم شد و با خرید فروشگاه‌های زنجیره‌ای «آیسدا» به مبلغ ۱۰ میلیارد دلار به بازار خرده‌فروشی بریتانیا نیز دست یافت.

## درگذشت
سام والتون در تاریخ ۵ آوریل ۱۹۹۲ در لیتل راک، آرکانزاس درگذشت و پسر بزرگش رابسون والتون به‌عنوان رئیس هیئت مدیره انتخاب شد. در سال ۱۹۹۳ بخش بین‌المللی وال‌مارت تأسیس و مدیریت آن به «بابی مارتین» واگذار گردید.
در ۱۹۹۴ درحالی‌که ۱۲۳ فروشگاه در کانادا و ۹۶ فروشگاه در مکزیک داشت، ۳ کلوپ ورزشی را نیز در هنگ کنگ راه‌اندازی کرد. در سال ۱۹۹۵ وال‌مارت دارای ۱۹۹۵ فروشگاه تخفیفی، ۲۳۹ سوپرسنتر، ۴۳۳ سامز کلاب، ۲۷۶ فروشگاه بین‌المللی و ۶۷۵ هزار کارمند بود و فروشی معادل ۹۳٫۶ میلیارد دلار در سال داشت.